# جون إم. تشارلتون
جون إم. تشارلتون هو سياسي كندي، ولد في 3 فبراير 1829، وتوفي في 11 فبراير 1910. نشط حزبياً في الحزب الليبرالي الكندي. وقد انتخب عضو مجلس العموم الكندي.